# Theo van der Nahmer
Theo van der Nahmer (Stratum, 19 maart 1917 – Den Haag, 19 april 1989) was een Nederlandse beeldhouwer en tekenaar.

## Leven en werk
Van der Nahmer werd geboren als zoon van een Eindhovense fabrikant. Hij volgde eerst van 1933 tot 1938 de opleiding Bouwkunde aan de Koninklijke School voor Nuttige en Beeldende Kunsten in 's-Hertogenbosch, waarna hij tot 1940 op advies van een van zijn docenten verderging met de opleiding tot beeldhouwer aan de Koninklijke Academie van Beeldende Kunsten in Den Haag.
Theo van der Nahmer was lid van Pulchri Studio en mede-oprichter van de kunstenaarsgroepen Verve en Fugare. Hij maakte ook veel werken als tekenaar, met name pastels. Hij wordt gerekend tot de kunstenaars van de Nieuwe Haagse School.
Theo van der Nahmer was eerst getrouwd met Beatrice Schreuder, uit dit huwelijk zijn een dochter en een zoon geboren; en later met de fotografe Marianne Dommisse, met wie hij nog een zoon kreeg.

## Werken (selectie)
- Meisje met hoed (1950) in het bibliotheekgebouw van de Technische Universiteit van Eindhoven.
- Evacuatie, Bezetting en Terugkeer (1952), oorlogsmonument aan het Tesselseplein in Scheveningen.
- Het beeld Eline Vere (1956) aan de Groot Hertoginnelaan in Den Haag, in opdracht van de gemeente als monument voor Louis Couperus refererend aan diens gelijknamige roman. Een eerder ontwerp werd door de gemeente als te wulps afgewezen.
- Titus Brandsma (1957), Titus Brandsma Lyceum, Molenstraat in Oss
- Boogschutter (1960), Hugo de Grootlaan in Amersfoort
- Zittende vrouw (1962) in het Westbroekpark in Den Haag.
- Actrice dankt het publiek (1962) in de Koninklijke Schouwburg in Den Haag.
- Frederik Barbarossa (1965), Brugstraat te Zwammerdam.
- Stier op brug (1967) in opdracht van de provincie Zuid-Holland op de Leiderdorpsebrug bij Leiderdorp.
- Staphorster vrouw (1967) op het Bleekerseiland in Meppel.
- abstract/zonder titel (1967) op het schoolplein aan de Wijdschildlaan 4 in Gorinchem
- Signalement (1968), Groenhovenstraat in Den Haag
- Flaneur (1968) aan het Lange Voorhout in Den Haag, ter nagedachtenis aan Eduard Elias.
- Abstract/Bacterie (1971) van Iddekingeweg Groningen.
- De Vreemde vogel (1971) Emmeloord
- Meisje in de wind (1973), Binnenlandse Baan/Windsingel in Barendrecht
- Moeder met Kind '(1978), Anne Frankkade Alphen aan den Rijn.
- Theodorus Velius (1981), Nieuwland in Hoorn
- Nike de Paris (1982) aan de Aziëlaan in Utrecht.
- Ballend meisje (1985) aan het Kroospad (nabij Polderpeil) in Alphen aan den Rijn.
- Flora (1989) in Voorburg

## Fotogalerij

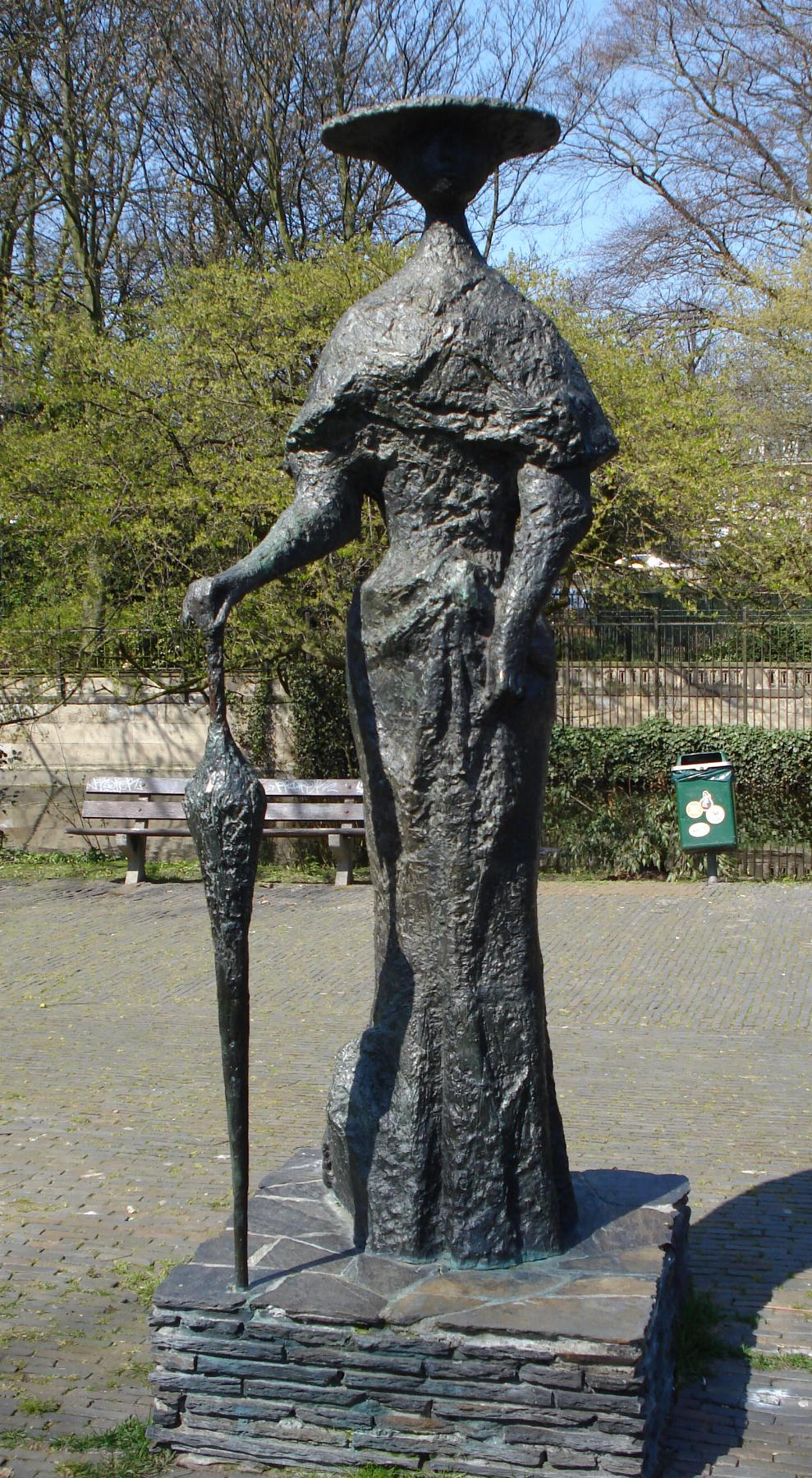
Eline Vere (1956), Den Haag
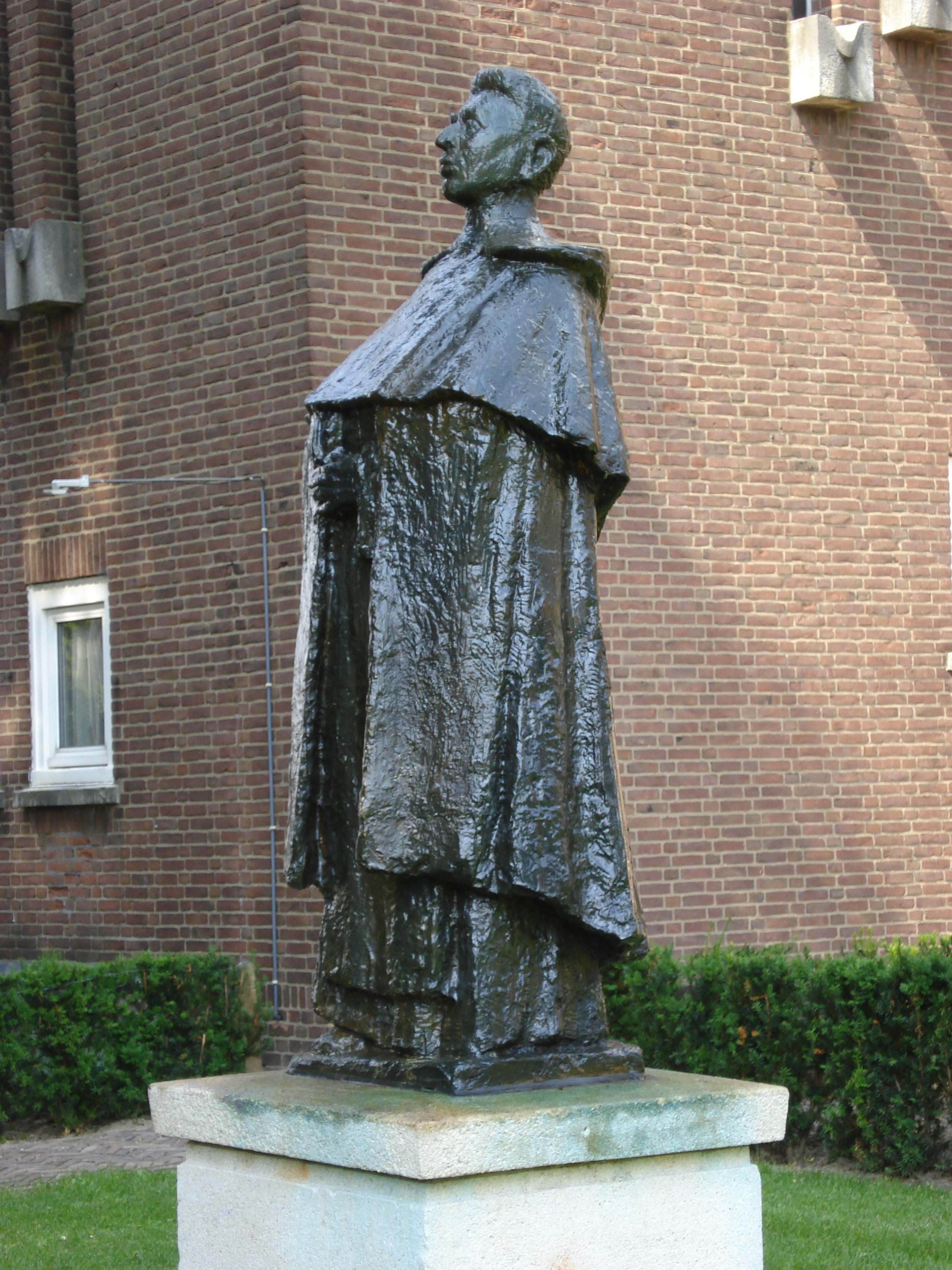
Titus Brandsma (1957), Oss
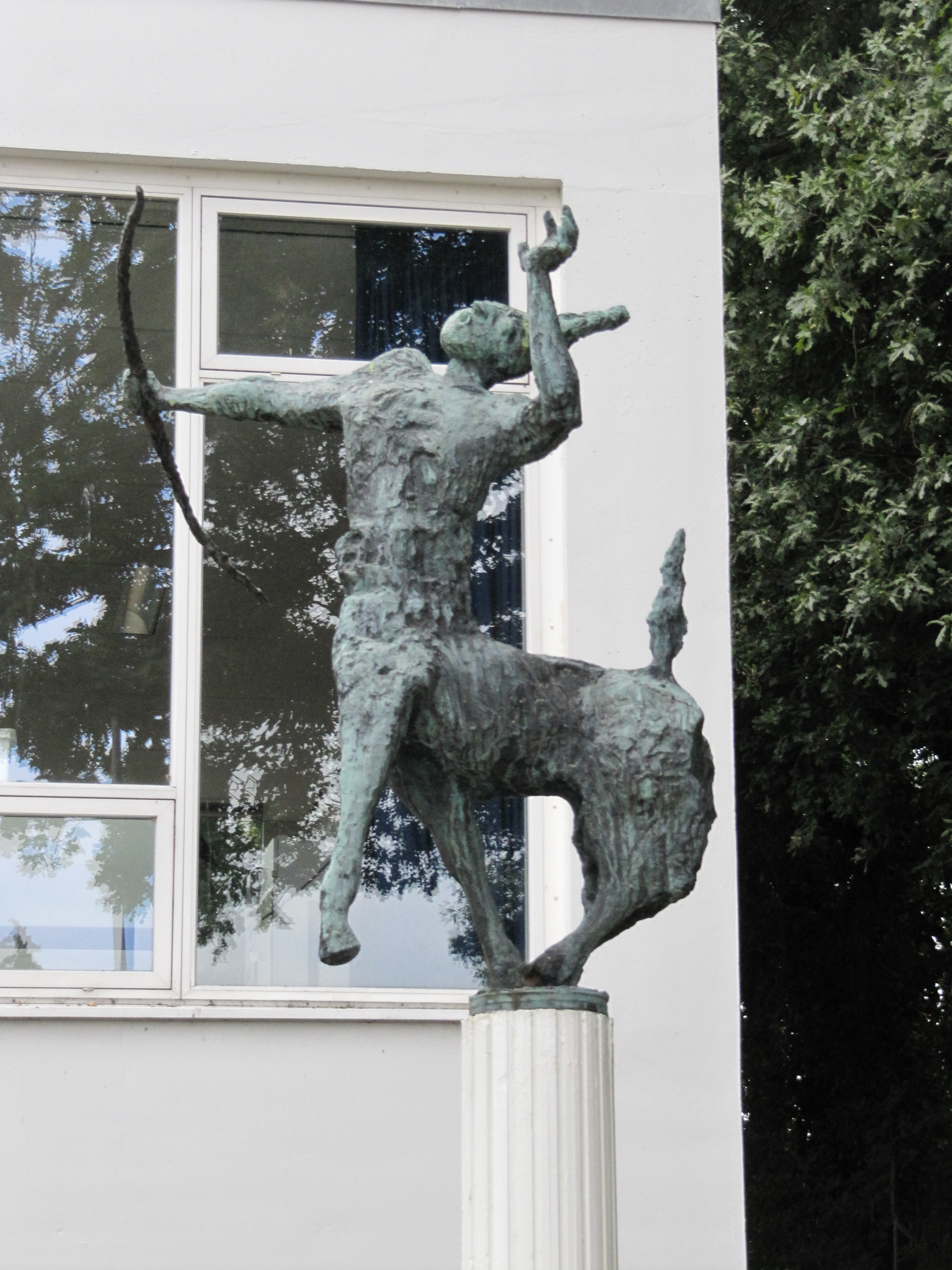
Boogschutter (1960), Amersfoort
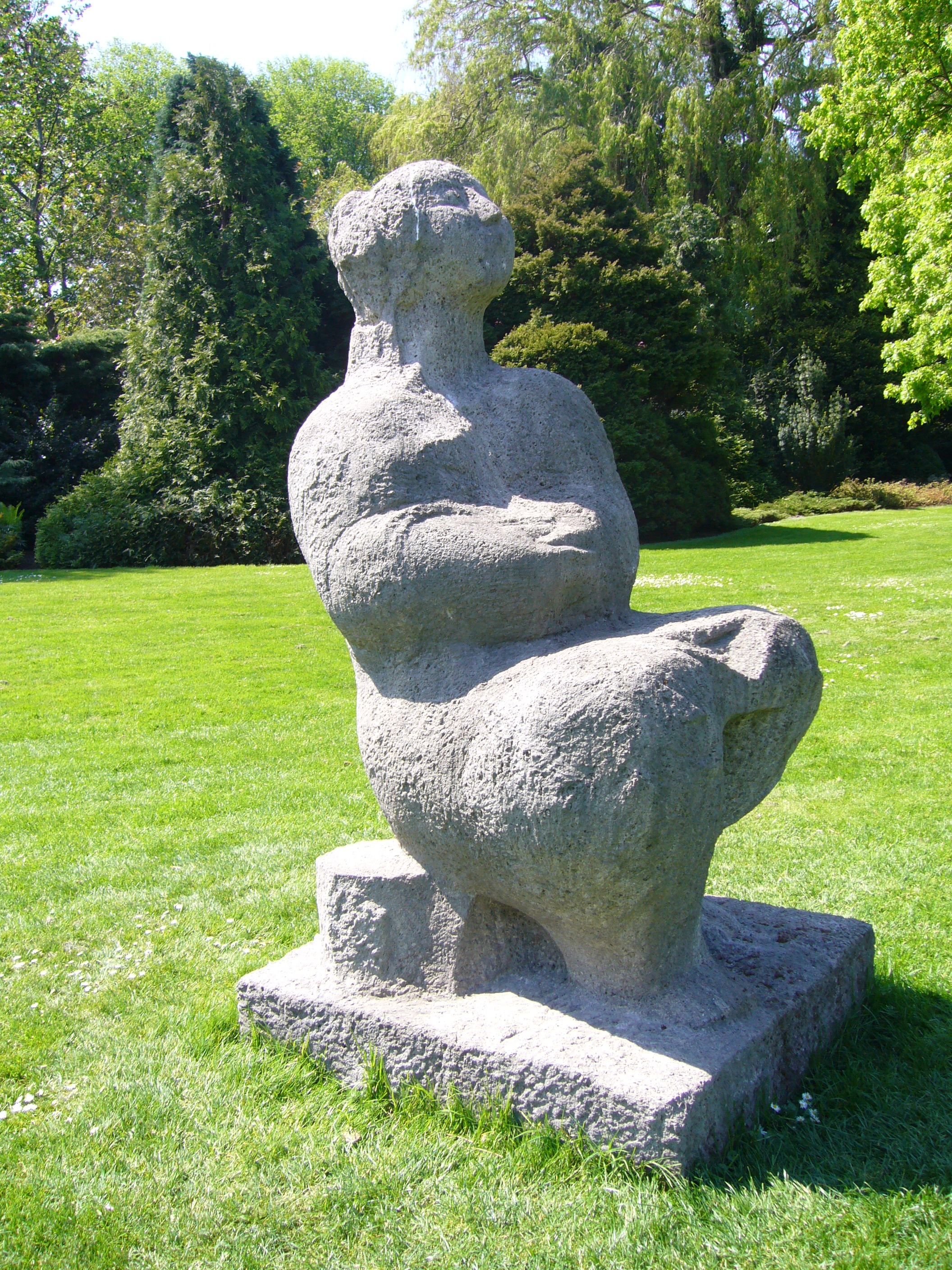
Zittende vrouw (1962), Den Haag
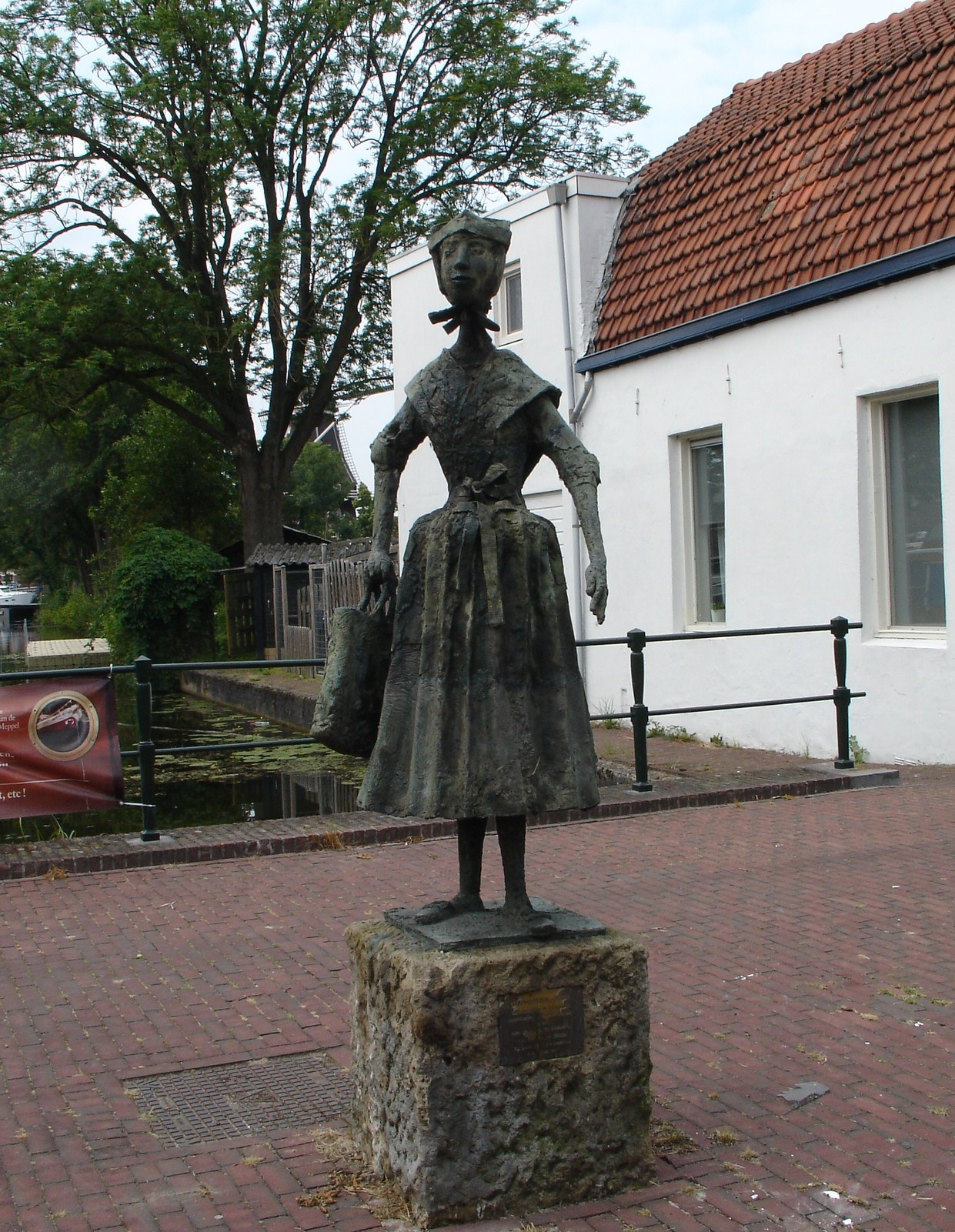
Staphorster Vrouw  (1967), Meppel
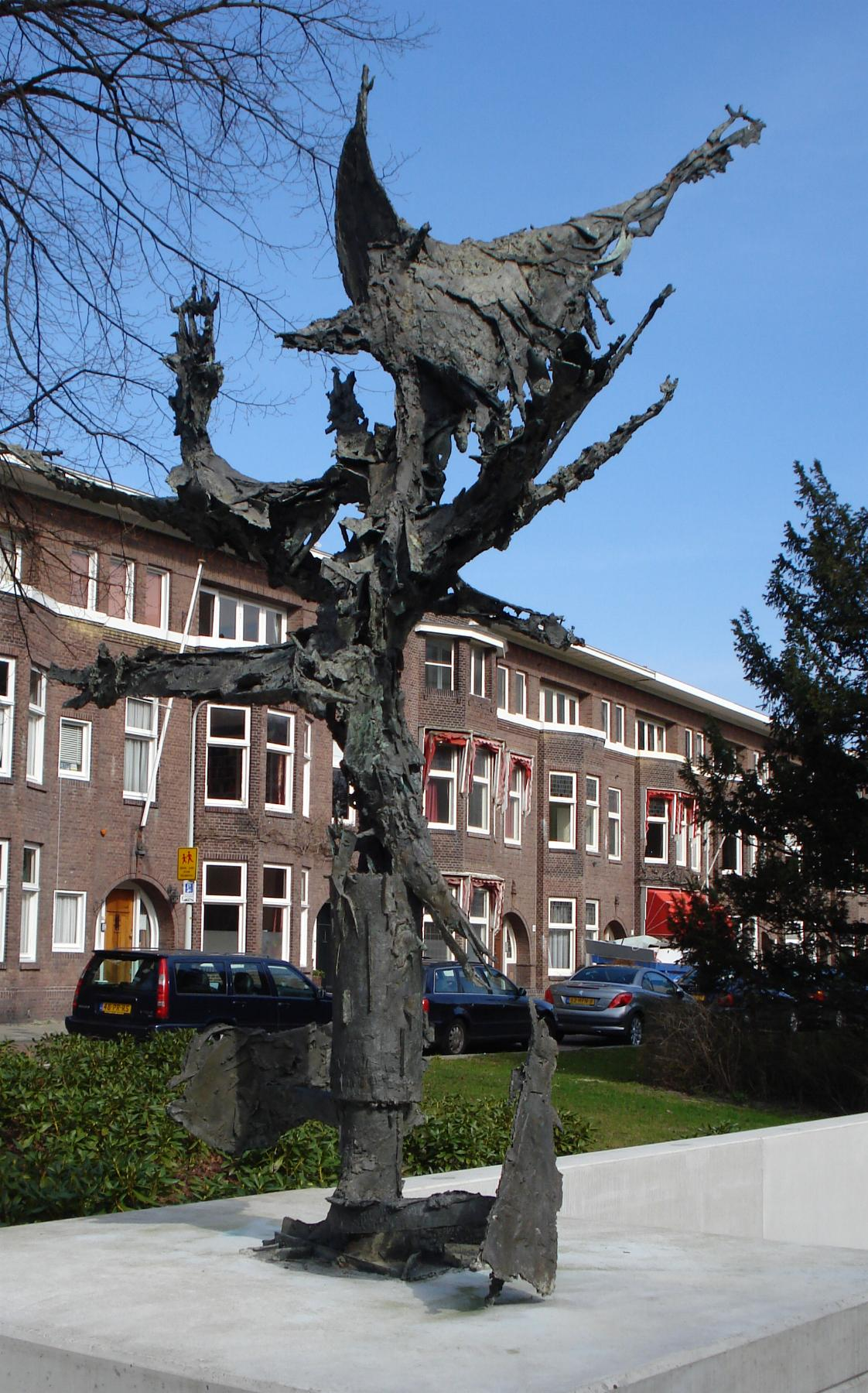
Signalement (1968), Den Haag
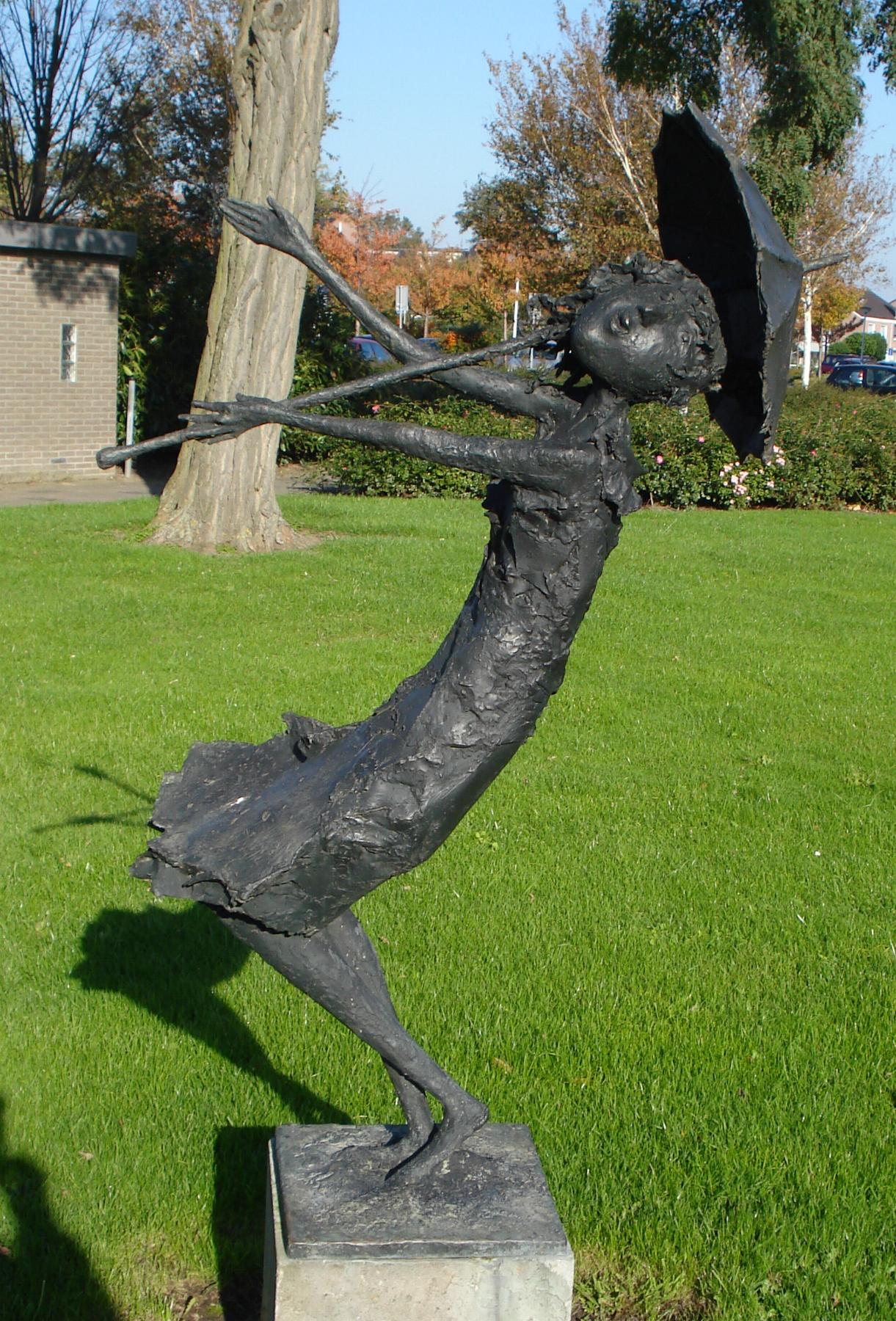
Meisje in de wind (1973), Barendrecht
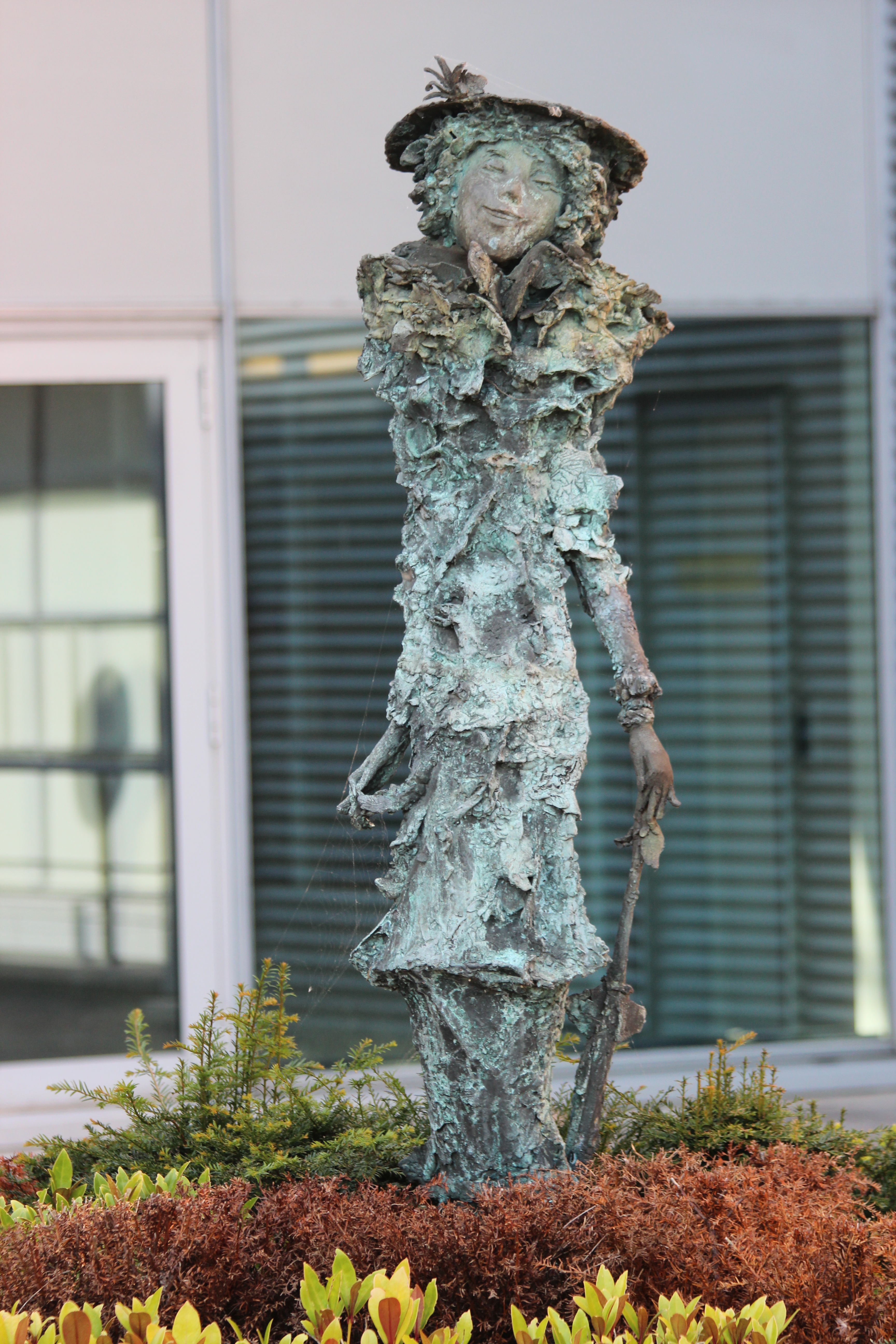
Zonnetje van Rijnland (1980), Leiden
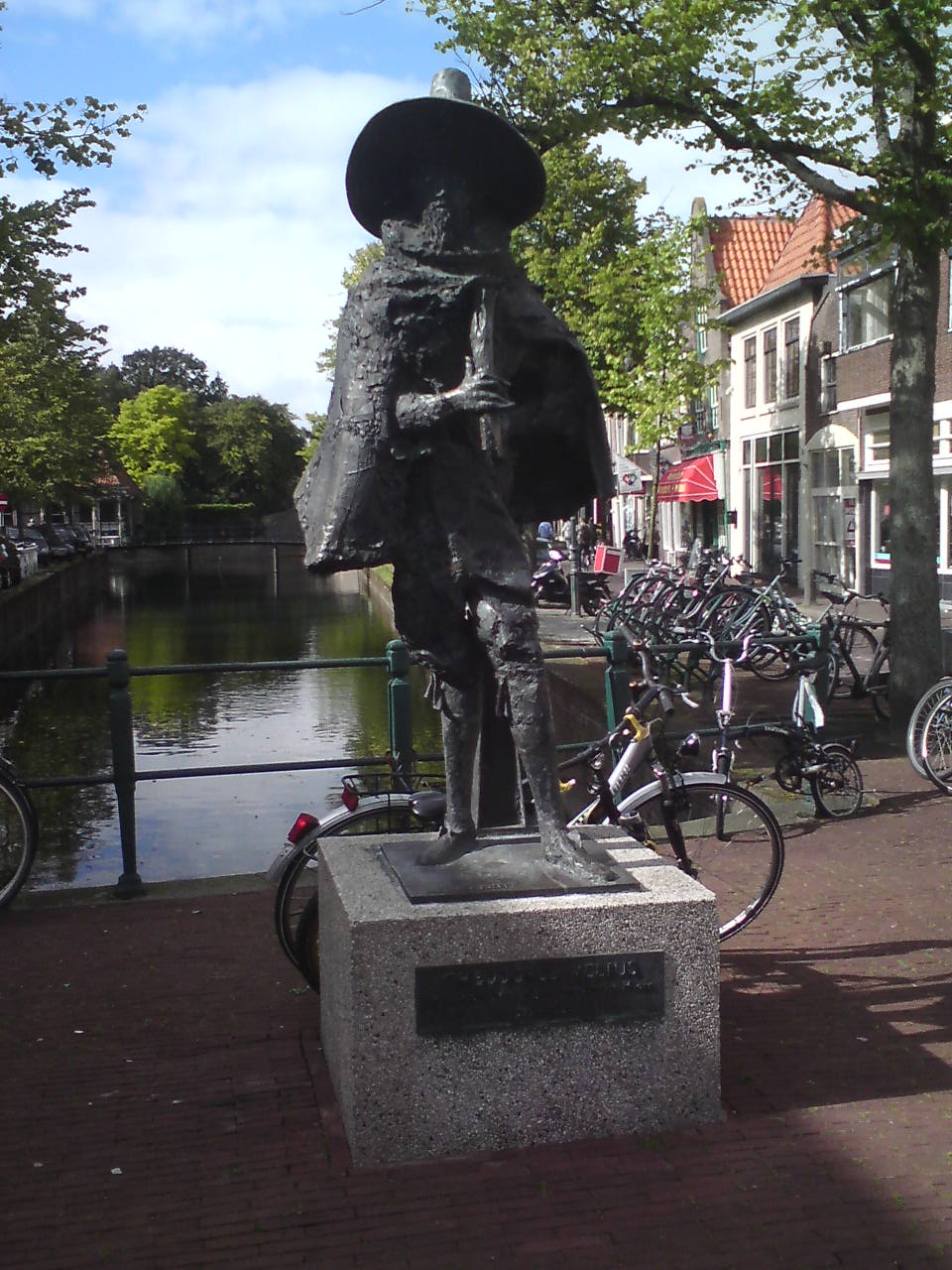
Theodorus Velius (1981), Hoorn
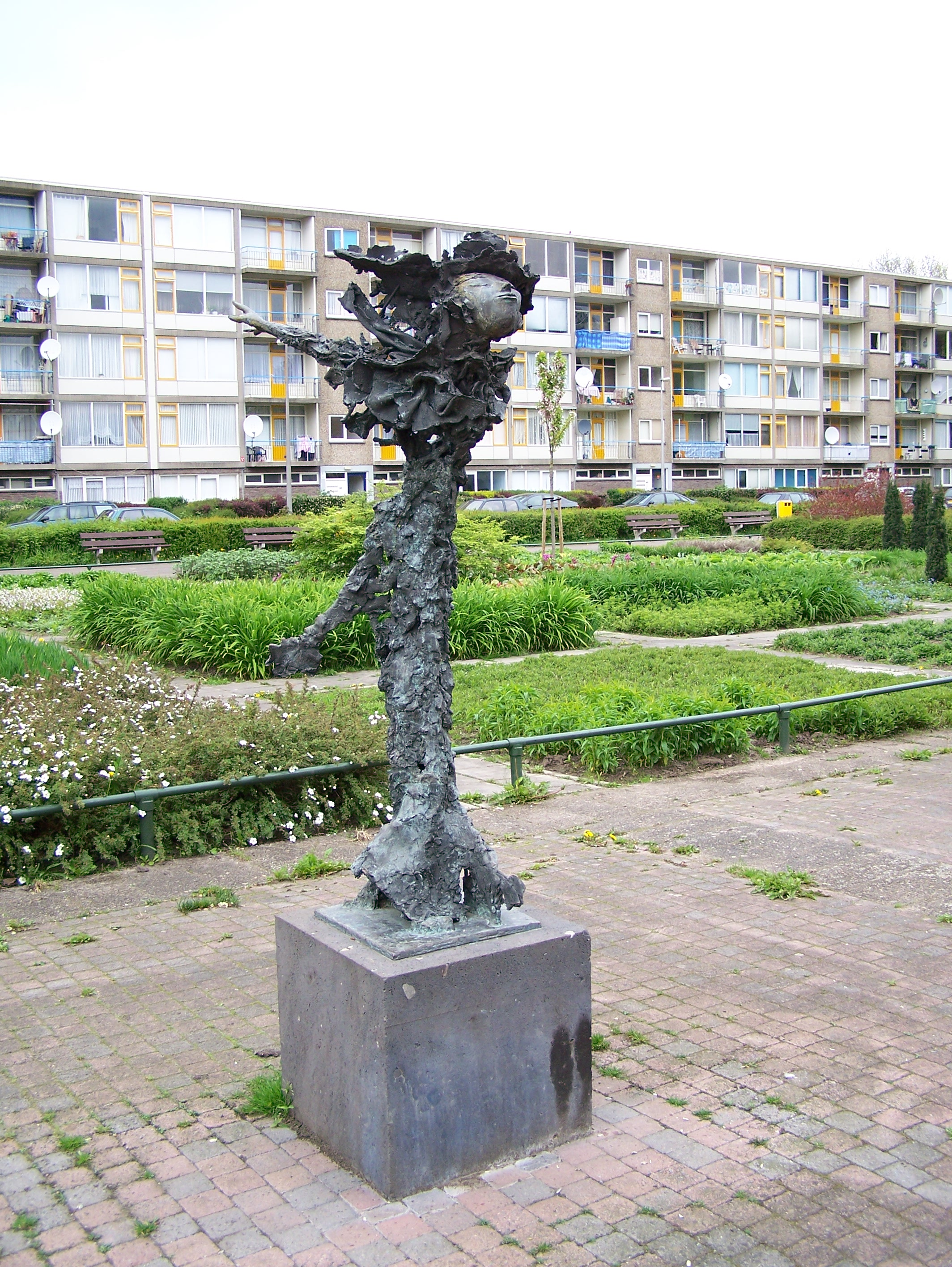
Nike de Paris (1982), Utrecht